# Hyposmocoma mystodoxa
Hyposmocoma mystodoxa là một loài bướm đêm thuộc họ Cosmopterigidae. Nó là loài đặc hữu của Oahu. Loài địa phương ở núi Koolau, near Honolulu.